# Oxford's Men

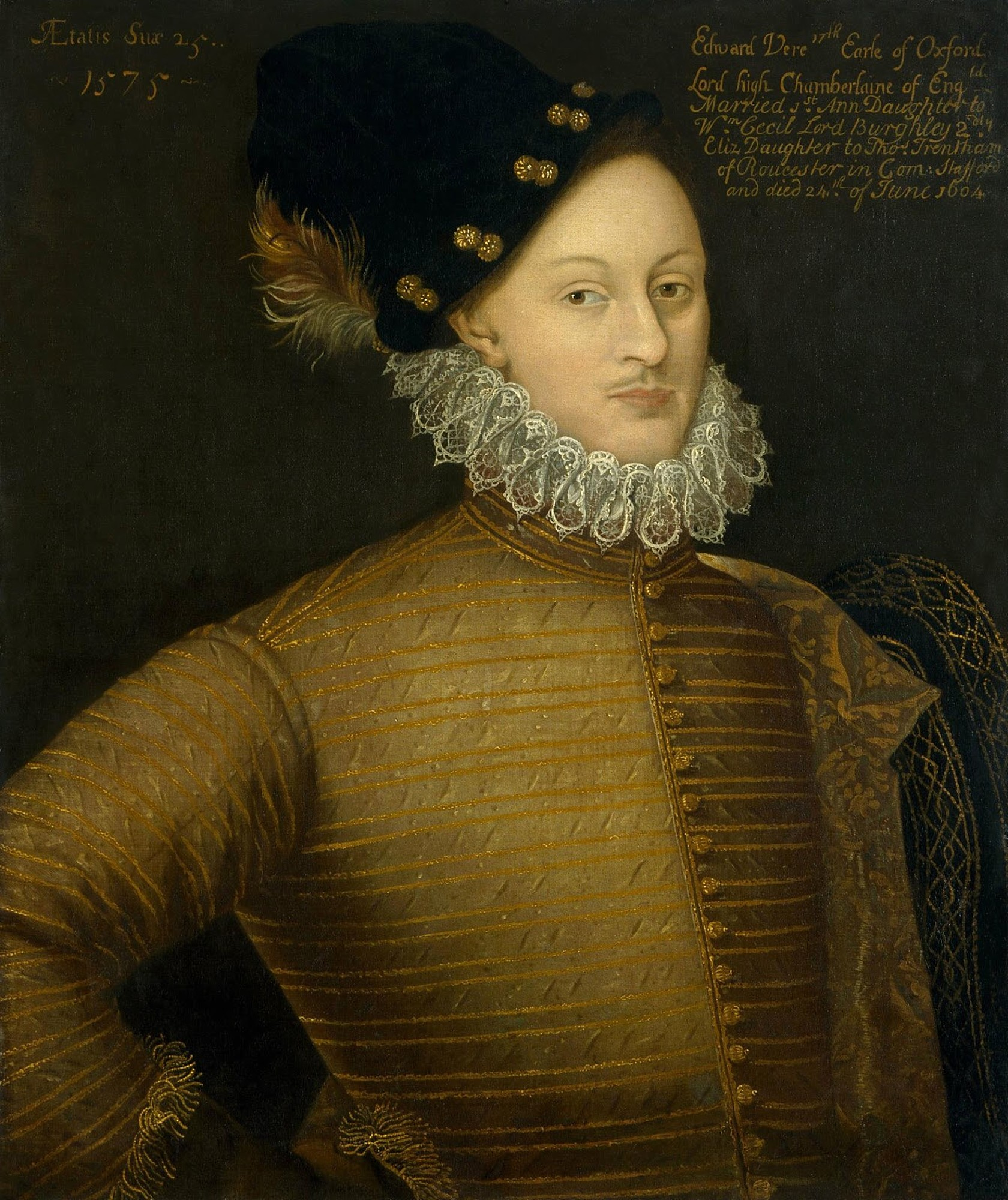
Edward de Vere

Oxford's Men was een Engels toneelgezelschap genoemd naar en onder het beschermheerschap van Edward de Vere, 17e graaf van Oxford. De groep werd gevormd in 1580 en speelde onder deze naam tot hij in 1602 werd ontbonden.
Al eerder waren er gezelschappen geweest die gelieerd waren aan vorige graven van Oxford. Een eerste vermelding dateert uit 1492, een latere uit 1547. Deze laatste groep, die voornamelijk door het land reisde, werd opgeheven bij de dood van de 16e graaf. De groep van De Vere bestond gedeeltelijk uit spelers die eerder hadden opgetreden in het gezelschap van de graaf van Warwick. Ook zij bespeelden voornamelijk het platteland. In 1584 echter speelden de jongens uit het gezelschap, Oxford's Boys geheten, samen met andere jongens-acteurs, in het eerste Blackfriars Theatre in Londen. De huur van dit theater werd opgekocht door De Vere en door hem overgedragen aan toneelschrijver John Lyly, die 15 jaar lang De Veres secretaris was geweest. Er was ook een optreden aan het hof met 'Agamemnon and Ulysses', een verloren gegaan stuk, mogelijk van de hand van De Vere zelf.
Na het uiteenvallen van de groep in 1602 werd in 1603 een nieuwe groep gevormd onder de naam Queen Anne's Men, genoemd naar Anna van Denemarken, de echtgenote van Jacobus I. Dit gezelschap werd samengesteld uit acteurs van Oxford's Men en Worcester's Men. Deze groep stond onder leiding van impresario en acteur Christopher Beeston. De toneelschrijver en acteur Thomas Heywood fungeerde als 'huisschrijver'. De populaire acteur en danser William Kemp beëindigde zijn carrière bij dit gezelschap. 